# Dieter Knust
Dieter Knust (* 12. Juli 1940 in Berlin) ist ein deutscher Schauspieler, Fernsehregisseur, Drehbuchautor und Synchronsprecher.

## Leben
Dieter Knust machte nach dem Abitur 1958 zunächst eine Ausbildung zum Musiker und begann dann ein Studium zum Bauingenieur. Bis 1964 studierte er an der heutigen Hochschule für Schauspielkunst „Ernst Busch“ Berlin, nachdem er bereits von 1956 bis 1962 als Eleve am Berliner Ensemble gewirkt hatte. Anschließend nahm Knust ein weiteres Studium der Regie an der Filmuniversität Babelsberg auf, das er 1974 mit dem Diplom abschloss.
Nähere Einzelheiten zu Knusts Bühnenlaufbahn ließen sich nicht ermitteln. Eine Zeitlang spielte er im Berliner Dom den Schuldknecht bei den Jedermann-Festspielen. Neben seiner umfangreichen Tätigkeit als Film- und Fernsehschauspieler zeichnete er in den 1970er- und 1980er-Jahren bei einigen Produktionen auch als Drehbuchautor und Regisseur verantwortlich. Knust arbeitet darüber hinaus als Synchronsprecher und lieh mehrfach ausländischen Kollegen in Serien wie Tausend Meilen Staub, Twilight Zone oder der Anime-Reihe City Hunter seine Stimme.
Dieter Knust lebt in Berlin.

## Filmografie (Auswahl)

### Als Schauspieler (Auswahl)
- 1963: For Eyes Only
- 1969: Jelena
- 1970: Im Spannungsfeld
- 1970: Tscheljuskin
- 1972: Der Regimentskommandeur
- 1975: Das unsichtbare Visier – Depot im Skagerrak
- 1976: Requiem für Hans Grundig
- 1976: Ohne Märchen wird keiner groß
- 1976: Die Insel der Silberreiher
- 1979: Abschied vom Frieden
- 1979: Polizeiruf 110 – Am Abgrund
- 1981: Unser kurzes Leben
- 1981: Bürgschaft für ein Jahr
- 1981: Trompeten-Anton
- 1982: Geschichten übern Gartenzaun (6 Folgen)
- 1982–1983: Spuk im Hochhaus (2 Folgen als Herr Krögel)
- 1984: Das Eismeer ruft
- 1985: Polizeiruf 110 – Der zersprungene Spiegel
- 1986: Mönch ärgere dich nicht
- 1986: Schauspielereien – Der konzentrierte Professor
- 1987: Die erste Reihe (Fernsehfilm)
- 1987: Sansibar oder Der letzte Grund
- 1987: Spuk von draußen – Das alte Haus
- 1988: Der Eisenhans
- 1988: Schauspielereien – Gaunereien lassen bitten
- 1988: Rapunzel oder Der Zauber der Tränen
- 1989: Narrenweisheit
- 1989: Johanna – Umwege
- 1989: Polizeiruf 110 – Der Wahrheit verpflichtet
- 1990: Drei Damen vom Grill (2 Folgen als Herr Weber)
- 1990: Flugstaffel Meinecke – Getriebeschäden
- 1990: Heimsuchung
- 1991: Olle Hexe
- 1991: Die Sprache der Vögel
- 1992: Sherlock Holmes und die sieben Zwerge (3 Folgen als Stimme des Froschkönigs)
- 1992: Stilles Land
- 1994–1995: Zwei alte Hasen (3 Folgen)
- 2015: The 12th City: Trailer (Kurzfilm)

### Als Drehbuchautor und Regisseur
- 1978: Ein Kinderheim
- 1981: Die kluge Finette
- 1983: Susanna und der arme Teufel
- 1984: Wie hilft man einem Zauberer

### Als Regisseur
- 1970: Tscheljuskin
- 1980: Andreas und der Knochenmann
- 1983: Ellentie
- 1985: Zwei Nikoläuse unterwegs

## Synchronrollen (Auswahl)
(nur Spielfilmproduktionen)
- 1953: Lane Chandler als Pvt. Poinsett in Der brennende Pilot (2. Synchro)
- 1980: Andrzej Reiter als Delegierter in Die Schmuggler von Rajgrod
- 1984: Barry Gordon als Gauk in Zauberland der Gallavants
- 1992: Bobby Reynolds als Cowboy in Rio Dablo
- 1993: Jerry Leggio als Bürgermeister Mann in Aufruhr in Little Rock
- 1994: John Capodice als Mafiaboss in Mister Cool
- 1995: Lenny Juma als Juba in Free Elli – Die Rettung des Elefantenbabys
- 1995: Kevin Michael Richardson als Goro in Mortal Kombat
- 1998: Jernard Burks als Bodyguard in Spiel auf Zeit
- 2015: Solomon Teka als Pater Deneke in Ephraim und das Lamm